# Chino, Nagano
Chino (japanska: 茅野市?, Chino-shi) är en stad i Nagano prefektur i Japan. Staden fick stadsrättigheter 1958.